# Aldeas Infantiles SOS
Aldeas Infantiles SOS (en alemán SOS-Kinderdorf International) es una organización no gubernamental internacional y sin fines de lucro. Fue fundada en el año 1949 por el austríaco Hermann Gmeiner en la ciudad de Imst, Austria, y su sede central aún se encuentra en Austria. 
La organización se especializa en el cuidado de niños basado en un modelo familiar. Está dirigida a niños que se encuentren en situaciones de riesgo por haber perdido a sus padres o porque los padres no pueden hacerse cargo de ellos.
Es miembro de la Unesco y tiene un asesor permanente en el Consejo Económico y Social de la ONU. Trabaja actualmente en 134 países del mundo, con al menos 60 000 niños distribuidos en las diferentes aldeas, y más de 500 000 que reciben soporte a través de escuelas, centros sociales, médicos y las más recientes ayudas a niños con VIH/sida.

## Historia
En vista de la miseria en que se hallaban innumerables huérfanos de guerra y niños que se quedaron sin patria al finalizar la Segunda Guerra Mundial, el austríaco Hermann Gmeiner comenzó en 1949, en la pequeña ciudad tirolesa de Imst, la construcción de la primera Aldea Infantil SOS del mundo, que celebró su 50° aniversario en 1999.
Situada en una zona montañosa en las cercanías de la ciudad de Imst y a unos 50 kilómetros de Innsbruck, la capital de Tirol, cuenta con 15 casas familiares, algunos edificios anexos y una casa para la comunidad, con la oficina, una capilla y una gran sala para encuentros. Además, dispone de un jardín de infancia SOS propio al que acuden niños del vecindario, mientras que los niños mayores acuden a escuelas públicas.
En 1955 se construye en Innsbruck, Austria, la primera casa juvenil y se abren aldeas en Francia, Alemania e Italia. En 1960 se crea la Fundación de SOS-Kinderdorf International como federación de todas las asociaciones de Aldeas Infantiles SOS. En 1963 se inicia el trabajo de aldeas fuera de Europa. Los primeros proyectos fueron en Corea del Sur y Ecuador. 
En enero de 1973 Aldeas Infantiles SOS llega a Nicaragua, tras el terremoto de diciembre de 1972, para atender a los niños víctimas del sismo que devastó la capital del país. Establece su primera Aldea Infantil SOS en la ciudad de Estelí y luego se extiende a la capital, Managua, y otros departamentos de Nicaragua. Hoy atiende a más 5 000 niños y niñas, quienes viven con altos niveles de pobreza o riesgo social, dentro de sus comunidades y atendiendo a niños y niñas que han quedado sin la protección de sus padres, para quienes ofrecen un modelo de protección familiar alternativo y garante de los derechos humanos. Cuenta con ocho centros sociales y 54 hogares y centros comunitarios, que atienden directamente a 3 711 niños y niñas en el cuidado y la protección, desarrollo psicosocial, salud y nutrición. Actualmente se atiende en Managua, Estelí, Matagalpa, Juigalpa, León, Jinotega y Somoto.
En 1970 se inaugura la primera Aldea Infantil SOS africana en la Costa de Marfil y se planea la construcción de nuevas aldeas en Ghana, Kenia y Sierra Leona.
En 1970, como contribución al Año Internacional del Niño, se inauguran 30 nuevas Aldeas Infantiles, con lo que la cantidad de aldeas llega a 143 en 60 países y más de 4 millones de personas promueven la labor de Aldeas Infantiles SOS en el mundo entero.
En 1991 la apertura de la Europa del Este hizo posible que se reactivasen las aldeas de la República Checa. A la fundación de aldeas en Polonia y en la Unión Soviética le siguen nuevos proyectos en Bulgaria y Rumania. En los Estados Unidos se inicia la construcción de la primera aldea.
En el año 1995 Sos-Kinderdorf International obtiene el estatus de la ONU: «NGO in consultative status (Category II) with the Economic and Social Council of the United Nations». En Australia se construye una nueva Aldea Infantil.
La princesa Salimah Aga Khan, una reconocida activista por el bienestar infantil y benefactora de las Aldeas Infantiles SOS (SOS-Kinderdorf International), fue nombrada primera Embajadora de los niños en el año 2000.

## Presencia en Argentina
Desde 1979, Aldeas Infantiles SOS Argentina impulsa diversos programas en las ciudades de Oberá, Mar del Plata, Luján, Córdoba, Rosario y Mendoza, adaptando su intervención a las necesidades locales. Su principal objetivo es garantizar el desarrollo pleno de las infancias y el cumplimiento de su derecho a vivir en familia.

### Programas
Fortalecimiento Familiar
Este programa trabaja en el desarrollo de las capacidades de cuidado dentro de las familias, promoviendo vínculos afectivos, eliminando relaciones violentas y garantizando el respeto por los derechos de los niños y niñas. 
Incluye los Espacios de Cuidado Diario, un entorno protector de aprendizaje y juego que potencia el desarrollo integral de niñas y niños de 0 a 6 años ; y Familias en Contexto, que brinda apoyo y capacitación a las familias de la comunidad. 
Cuidado Alternativo
Se brinda atención de calidad a niñas, niños y adolescentes que han perdido el cuidado parental, por decisión de la autoridad competente. 
Los participantes viven en entornos familiares seguros y protectores, sin separarse de sus hermanos, ya sea en las Aldeas o en casas ubicadas en la comunidad. Allí son acompañados por un/a Cuidador/a SOS y un equipo especializado. 
Una modalidad dentro de este programa es el de Familias Solidarias: se trata de un acogimiento temporal mientras se trabaja en una solución definitiva para el niño, que puede ser el retorno a su familia de origen o la adopción. 
Adolescentes y Jóvenes
Este programa está dirigido a adolescentes y jóvenes que participan del Programa de Cuidado Alternativo. Acompaña su transición hacia la vida adulta y la construcción de su autonomía. 
Según la edad, se los apoya en distintas etapas de su desarrollo: se promueve que elaboren sus propios proyectos, gestionen su economía, participen en pasantías y capacitaciones. Cuando ya cuentan con un proyecto de vida sostenido, acceden a Vivienda Asistida —se aporta una parte del alquiler de una vivienda particular—, un presupuesto mensual y acompañamiento técnico. 
Reintegro Familiar y Adopción
Se acompaña a niñas, niños y adolescentes del Programa de Cuidado Alternativo en sus procesos de vinculación, ya sea para el reintegro a sus familias de origen o durante el proceso de adopción. El objetivo es asegurar un entorno protector y afectivo que fortalezca el vínculo familiar. 
Desarrollo de Capacidades
El personal técnico, los cuidadores y otros actores clave en la protección de derechos reciben capacitaciones continuas para favorecer una atención de calidad, con enfoque de derechos. 
Centros Educativos
En Oberá, Misiones, funciona el Colegio Hermann Gmeiner, que brinda educación inicial, primaria, secundaria y formación en oficios. 
Además, en las filiales de Luján, Mar del Plata, Oberá, Rosario y Córdoba, la organización cuenta con Centros de Innovación Tecnológica que promueven el acceso a herramientas digitales para las infancias y las comunidades donde se encuentran. 
Incidencia Pública
Esta área promueve transformaciones políticas, sociales, económicas y culturales que mejoren las condiciones de vida de niñas y niños, asegurando el acceso y sostenibilidad de sus derechos en el tiempo. 

### Filiales
Oberá
Inaugurada en 1979, es la primera filial de la organización en el país. Allí se implementan los programas de Cuidado Alternativo, Adolescentes y Jóvenes, Fortalecimiento Familiar, Educación y Desarrollo Comunitario. 
Desde 1987 funciona el Colegio Hermann Gmeiner, con una oferta educativa integral que abarca desde Nivel Inicial hasta formación profesional. 
Mar del Plata
Desde 1997, esta filial lleva adelante los programas de Cuidado Alternativo (en la Aldea y con Familias Solidarias), Adolescentes y Jóvenes, Reintegro Familiar y Adopción, y, desde 2007, Fortalecimiento Familiar y Desarrollo Comunitario (con tres espacios de cuidado diario). 
Luján
La filial fue inaugurada en 2008, junto con el Programa de Fortalecimiento Familiar y Desarrollo Comunitario. 
Además, se implementa el Programa de Cuidado Alternativo (con las modalidades de Casas en la Aldea y Familias Solidarias), el Programa de Adolescentes y Jóvenes y el de Reintegro Familiar y Adopción. 
Córdoba
Fundada en 2000 en el barrio Argüello, en esta ciudad se desarrollan los programas de Fortalecimiento Familiar y Desarrollo Comunitario, a través del Espacio de Cuidado Diario “Lima Limón” (inaugurado en 2022), y el de Cuidado Alternativo, bajo la modalidad de Casas en la Comunidad.
Rosario
En 2009 se estableció la filial en Rosario, Santa Fe, con el Programa de Fortalecimiento Familiar y Desarrollo Comunitario. Actualmente cuenta con dos espacios de cuidado diario: “Sueños con Futuro” y “Entramar”. 
En 2022 se inició el proyecto “Rondas de Paz”, en colaboración con la Municipalidad de Rosario. Esta iniciativa propone talleres y encuentros lúdicos que promueven la afectividad y la resolución pacífica de conflictos. 
Mendoza
La organización llegó a Mendoza en 2022 tras un trabajo conjunto con la Fundación Grupo América, inaugurando el Programa de Fortalecimiento Familiar y Desarrollo Comunitario. 
Cuenta con el Espacio de Cuidado Diario “Manitos de Arcoíris”, ubicado dentro del predio del CIC 2 del barrio Soberanía Nacional de la ciudad de Mendoza.  

## Presencia en México
En México la primera Aldea se inauguró en 1971 como una iniciativa del Dr. Manuel Mateos Fournier.
La organización trabaja por el derecho de los niños y niñas a vivir en familia. Esto lo hace a través de dos modelos de cuidado infantil:
- Fortalecimiento Familiar: Desarrolla acciones con comunidades vulnerables, para prevenir que las familias se desintegren, evitando que los niños y niñas pierdan el cuidado de sus padres. Fortalece las habilidades de cuidado para que las familias puedan brindar a los niños todos los recursos que necesitan para crecer en un entorno seguro y protector.
- Acogimiento Familiar: Es un alternativa de cuidado infantil basada en un modelo familiar, está dirigida a niños y niñas que se encuentran en situaciones de riesgo por haber perdido el cuidado de sus familias.

Actúa dentro del marco de la Convención sobre los Derechos del Niño de las Nacionales Unidas (CDN) y de las Directrices sobre las Modalidades Alternativas de Cuidado.[cita requerida]